# György Tumpek
György Tumpek (* 12. Januar 1929 in Kispest; † 21. Dezember 2022) war ein ungarischer Schwimmer, der bei Olympischen Spielen eine Bronzemedaille und bei Europameisterschaften je eine Gold- und Silbermedaille gewann.

## Sportliche Karriere
György Tumpek, der für Honvéd Budapest antrat, war ein Pionier des Schmetterlingsschwimmens. Er stellte 1953 den ersten Weltrekord über 100 Meter Schmetterling auf und verbesserte diesen dann 1954 mehrfach. 1956 beschloss der Weltschwimmverband FINA, ab dem 1. Mai 1957 keine Unterwasser-Armzüge mehr zuzulassen. Am 26. Mai 1957 stellte Tumpek in 1:03,4 Minuten den ersten Weltrekord nach den neuen Regeln auf. Einen Monat später im Juni 1957 unterbot der Japaner Takashi Ishimoto Tumpeks Weltrekord.
Bei internationalen Meisterschaften wurde in den 1950er Jahren allerdings nur die 200-Meter-Distanz ausgetragen. Bei den Schwimmeuropameisterschaften 1954 in Turin siegte Tumpek in 2:32,2 Minuten mit drei Sekunden Vorsprung vor seinem Landsmann Zsolt Feyér. 1956 bei den Olympischen Spielen in Melbourne schwamm Tumpek im Vorlauf über 200 Meter Schmetterling in 2:23,3 Minuten die zweitschnellste Zeit hinter Bill Yorzyk aus den Vereinigten Staaten. Im Finale siegte Yorzyk mit viereinhalb  Sekunden Vorsprung auf Takashi Ishimoto. Gumpek schlug nach 2:23,9 Minuten mit 0,1 Sekunden Rückstand auf Ishimoto an und erhielt die Bronzemedaille. Bei den Schwimmeuropameisterschaften 1958 in Budapest wurde Tumpek in 2:29,9 Minuten Achter über 200 Meter Schmetterling. Die ungarische 4-mal-100-Meter-Lagenstaffel mit László Magyar, György Kunsági, György Tumpek und Gyula Dobai gewann die Silbermedaille hinter der Staffel aus der Sowjetunion.